# باشگاه فوتبال تی‌وی‌ام‌کی
باشگاه فوتبال تی‌وی‌ام‌کی (استونیایی: FC TVMK) یک باشگاه فوتبال استونیایی بود که در تالین پایه‌گذاری شده بود. این باشگاه در سال ۲۰۰۸ به دلیل مشکلات مالی منحل شد.